# 蘭越町貝の館
蘭越町貝の館（らんこしちょうかいのやかた）は、北海道磯谷郡蘭越町港町1401番地にある貝類専門博物館である。

## 概要
1991年7月29日に蘭越町港町に第1貝の館が設置され、1994年10月29日には第2貝の館が増築された。2011年には、開館20周年を記念して、「蘭越町貝の館 20年のあゆみ」が発行されている（電子媒体(PDF)は、蘭越町貝の館サイト内デジタル図書館から閲覧が可能）。平成29年度から海洋温暖化・海洋酸性化など、海洋問題についてクリオネ (和名: ハダカカメガイ) を入り口としたサイエンスサービスを行っている。

### 第1貝の館
第1貝の館の外観は二枚貝をイメージした建物で、その中央には、今から約5億年前のオルドビス紀に繁栄し貝類の祖先として考えられているチョッカクガイの等身大模型が置かれている。また、100インチのスクリーンによる3Dシアターで貝について紹介した映像を見ることができる。常設展示では、約1,500種、約5,000点の現生種、絶滅種の化石標本を展示している。また、当館の学芸員が新種発表した二枚貝のウシオシャクシガイや、和名を与えた巻貝のシェプカエゾバイなどが展示されている。

### 第2貝の館
第2貝の館は海底をイメージした建物で、海底を再現したジオラマや、海中の生物の映像を万華鏡で見られる。さらに、当館から2017年に新種のクリオネ (和名: ハダカカメガイ) として発表されたダルマハダカカメガイの生態が展示されている。

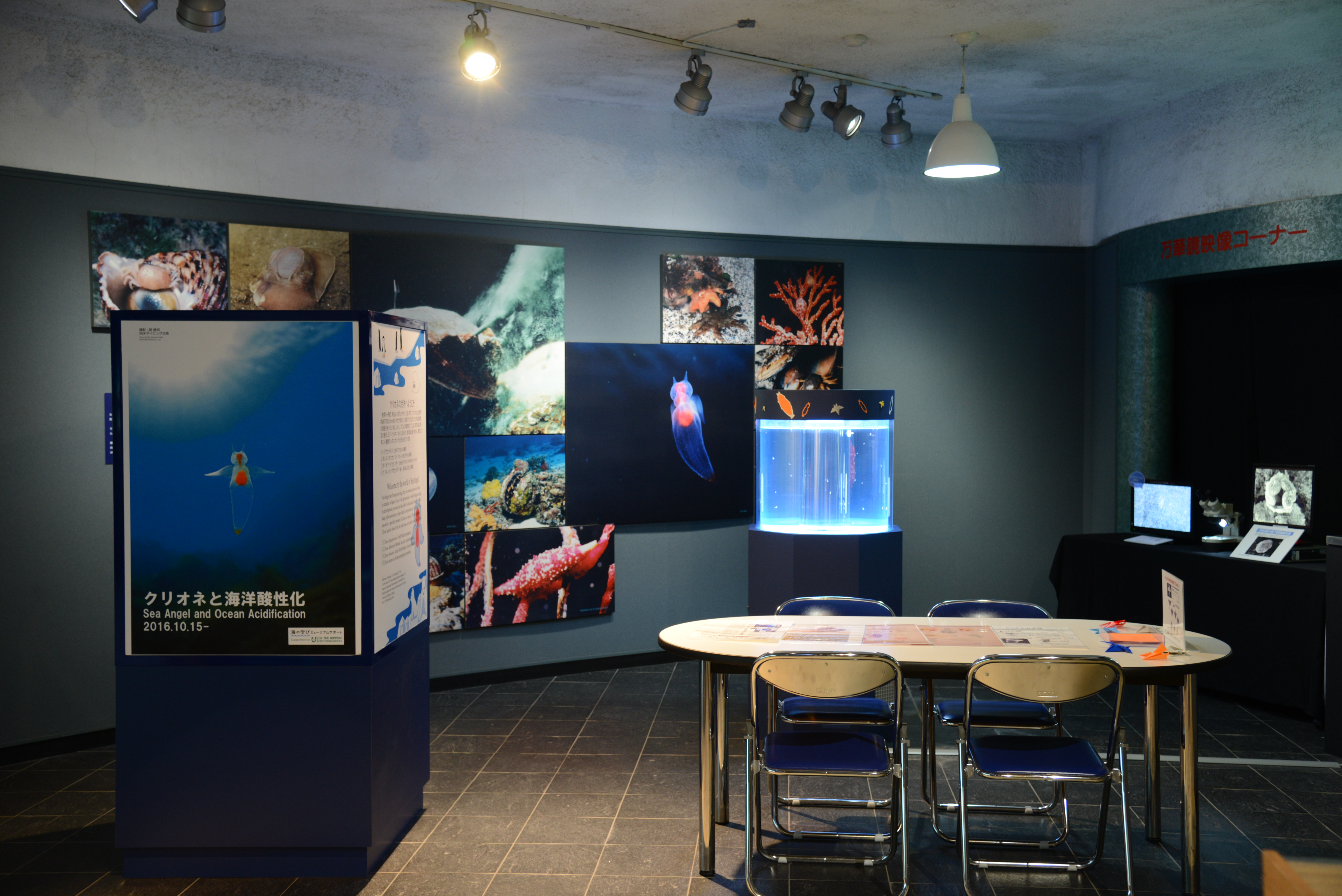

## 利用案内
- 開館時間: AM9:00時からPM4:30時
- 休館日: 月曜日・祝祭日の翌日
（ただし月曜日が祝日の時は、火曜日・水曜日が休館。祝日の翌日が土曜日・日曜日に当たるときは翌週の月曜日・火曜日が休館)。7月・8月は無休。ゴールデンウィーク等のイベント、もしくは企画展示の際は無休の場合あり
- 冬季休館: 11月から翌年3月まで休館

## 特別企画展示
2013年
- クリオネ・イクオネ特別企画展示 (4月1日から9月29日まで)
- 潜水調査船が採集した深海の貝類特別企画展示 (7月1日から9月23日まで)
- 北海道のかたつむり特別企画展示 (8月2日から10月31日まで)

## 貝の館写真集

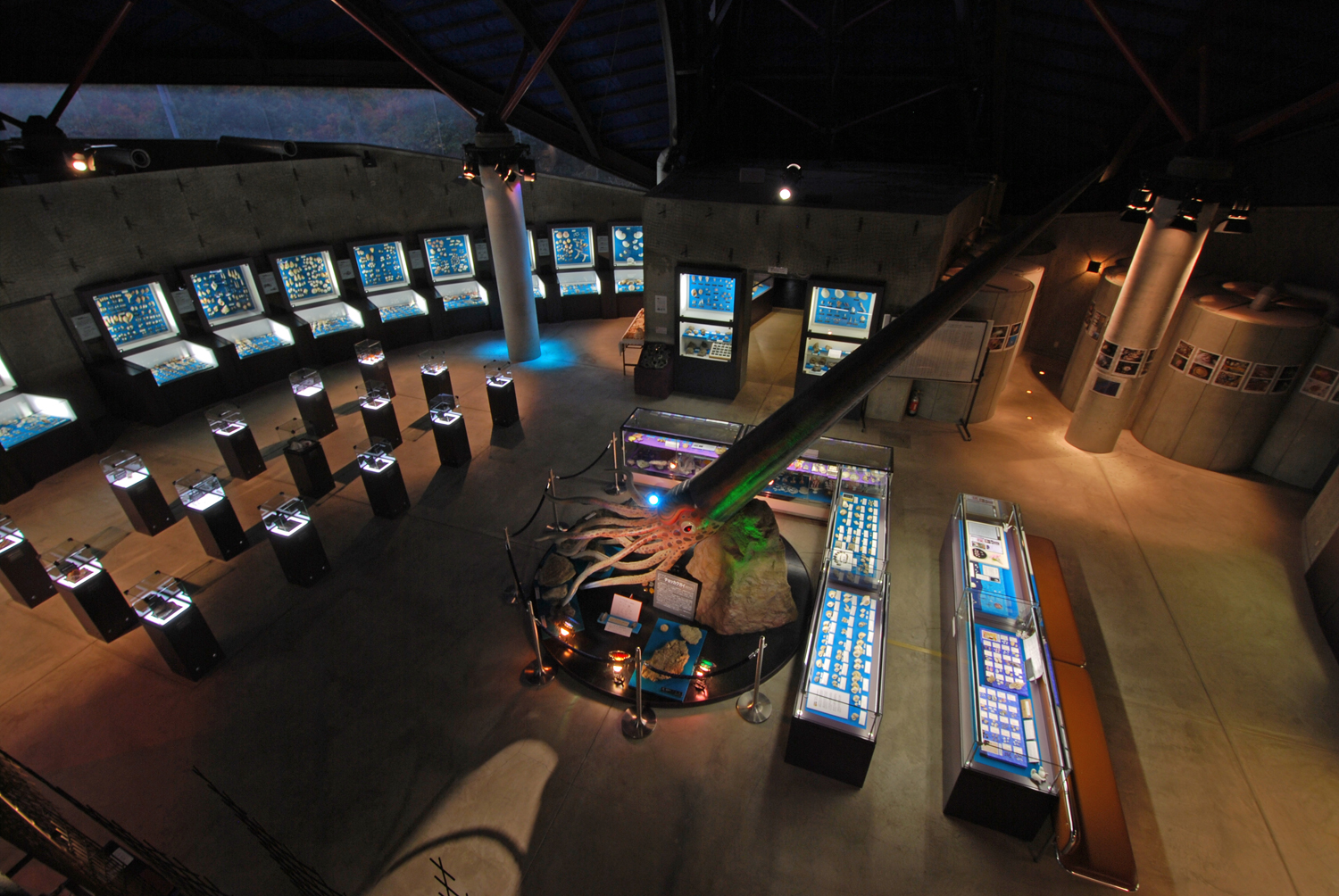
第1貝の館
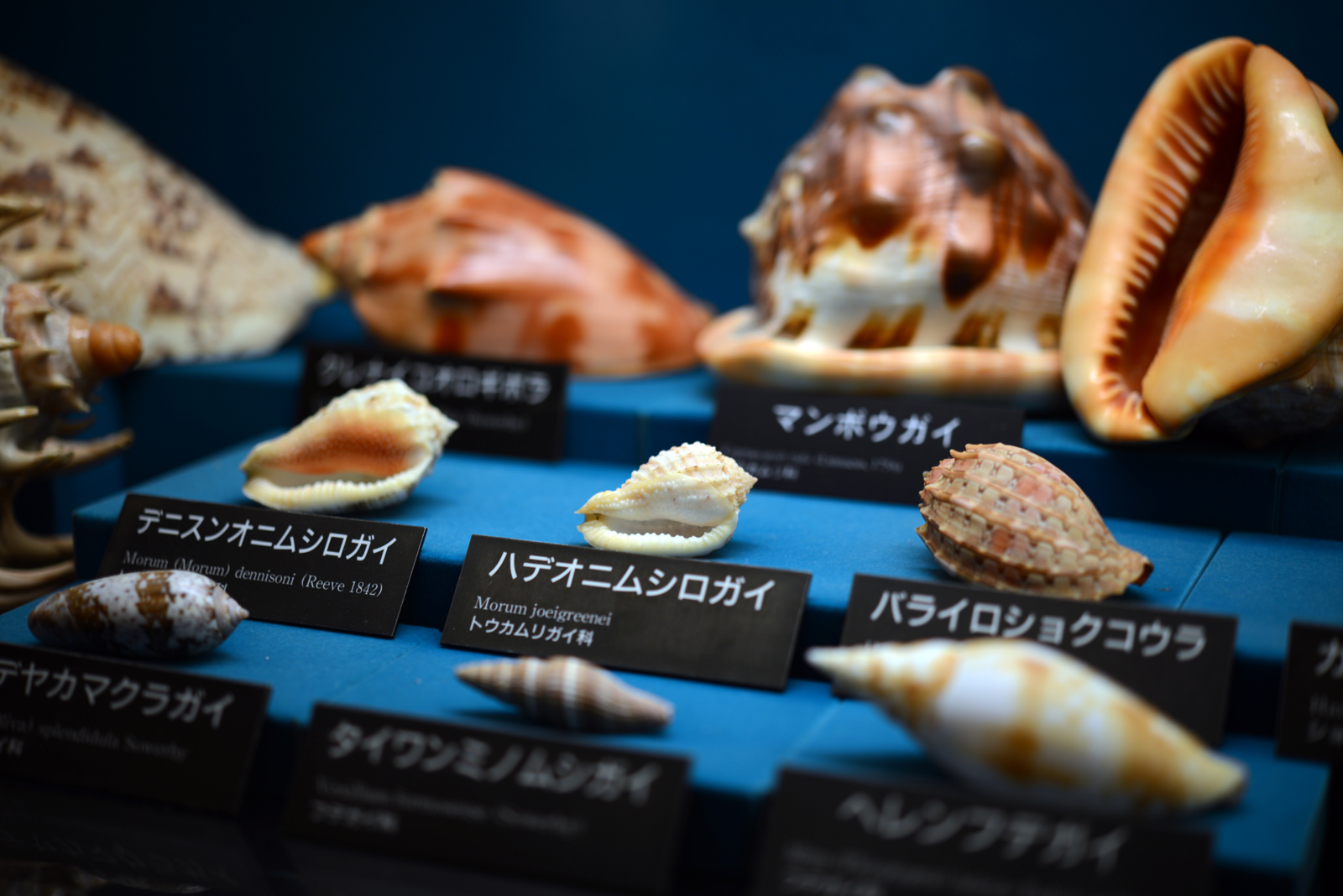
展示標本
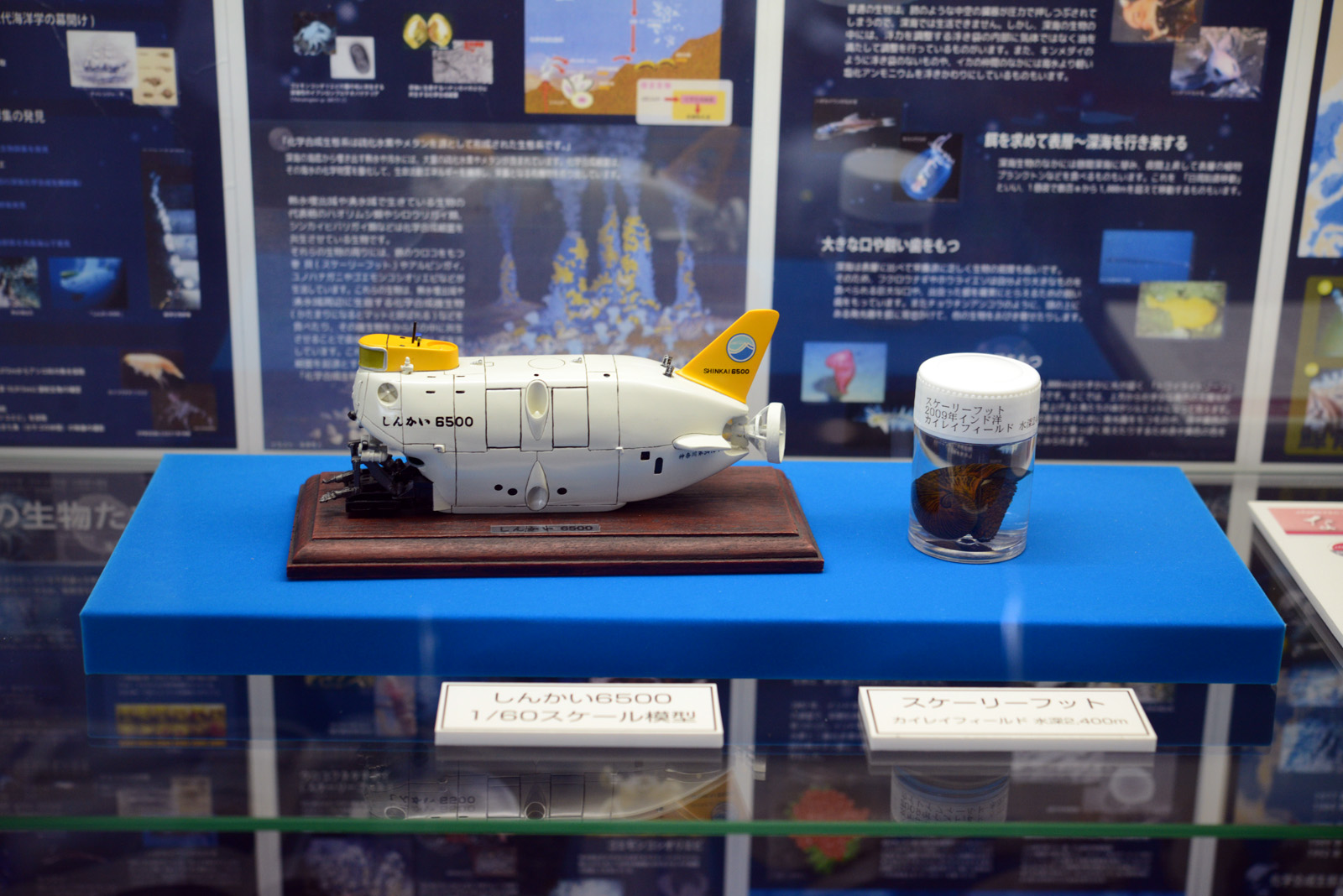
スケーリーフット
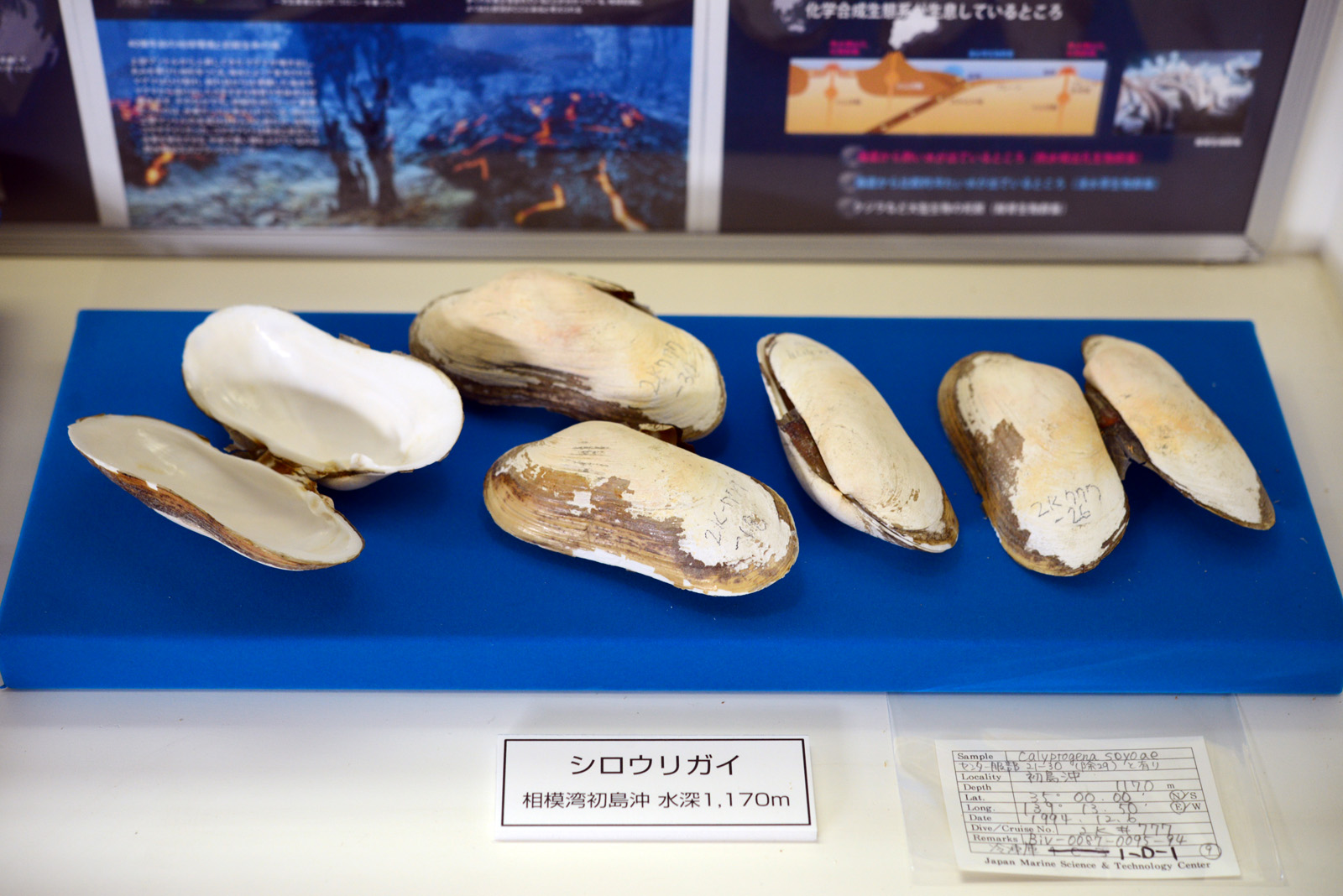
シロウリガイ
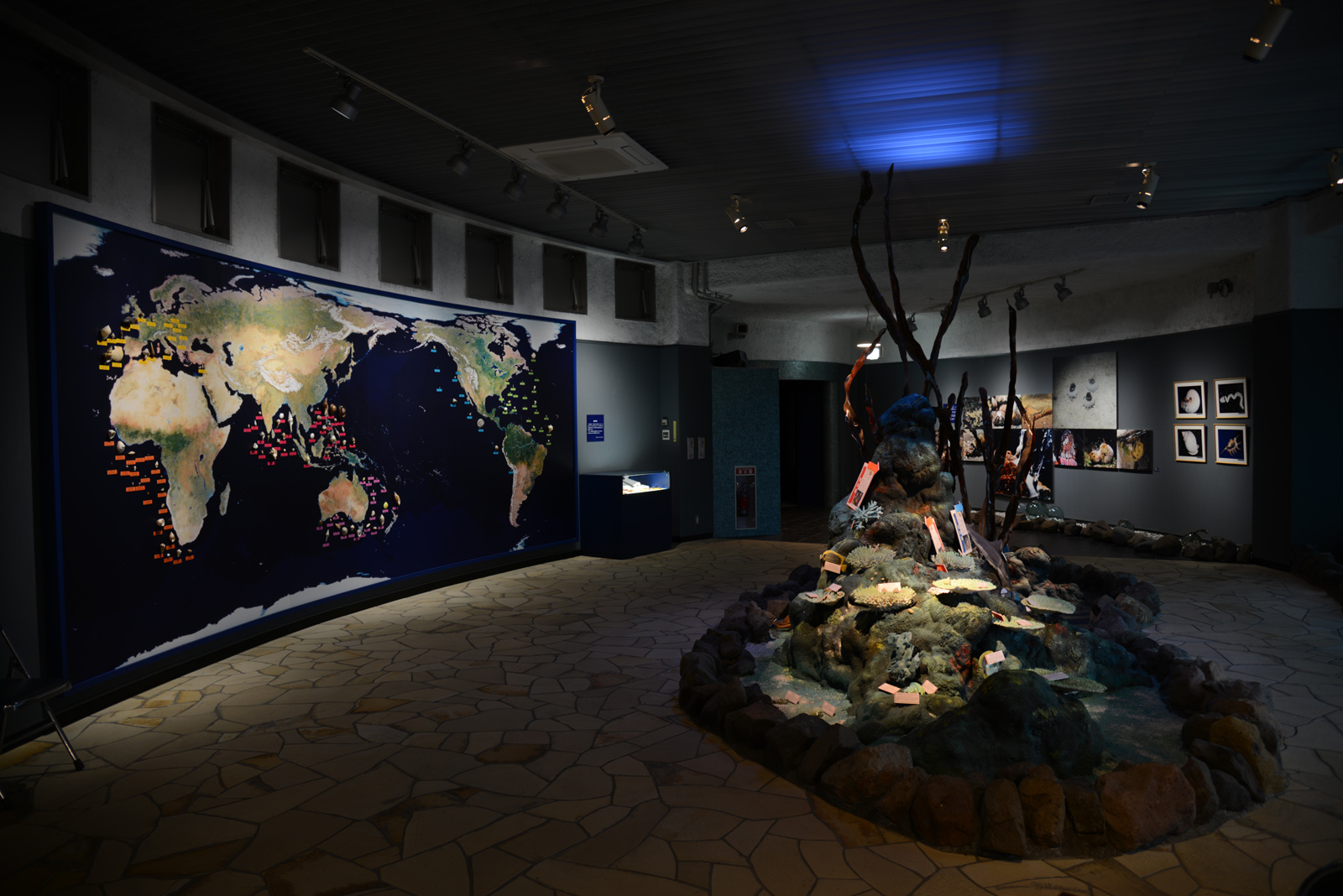
第2貝の館